# Stora Rämslamm
Stora Rämslamm är en sjö i Vansbro kommun i Dalarna och ingår i Dalälvens huvudavrinningsområde.